# Cumpston-Massiv
Das Cumpston-Massiv ein markantes, 2070 m hohes Massiv mit abgeflachtem Felsengipfel im ostantarktischen Mac-Robertson-Land. Es ragt mit nordsüdlicher Ausrichtung und einer Länge von 14,5 km an der Nahtstelle zwischen dem Lambert- und dem Mellor-Gletscher in den Prince Charles Mountains auf.
Das Massiv wurde im November 1956 im Rahmen der Australian National Antarctic Research Expeditions entdeckt. Das Antarctic Names Committee of Australia (ANCA) benannte es nach dem australischen Polarhistoriker John Stanley Cumpston (1909–1986) vom australischen Außenministerium, der gemeinsam mit dem Kartografen Edward Percival Bayliss vom australischen Innenministerium 1939 eine Landkarte über Antarktika veröffentlichte.